# Tierras bajas de Pskov-Chudskaya

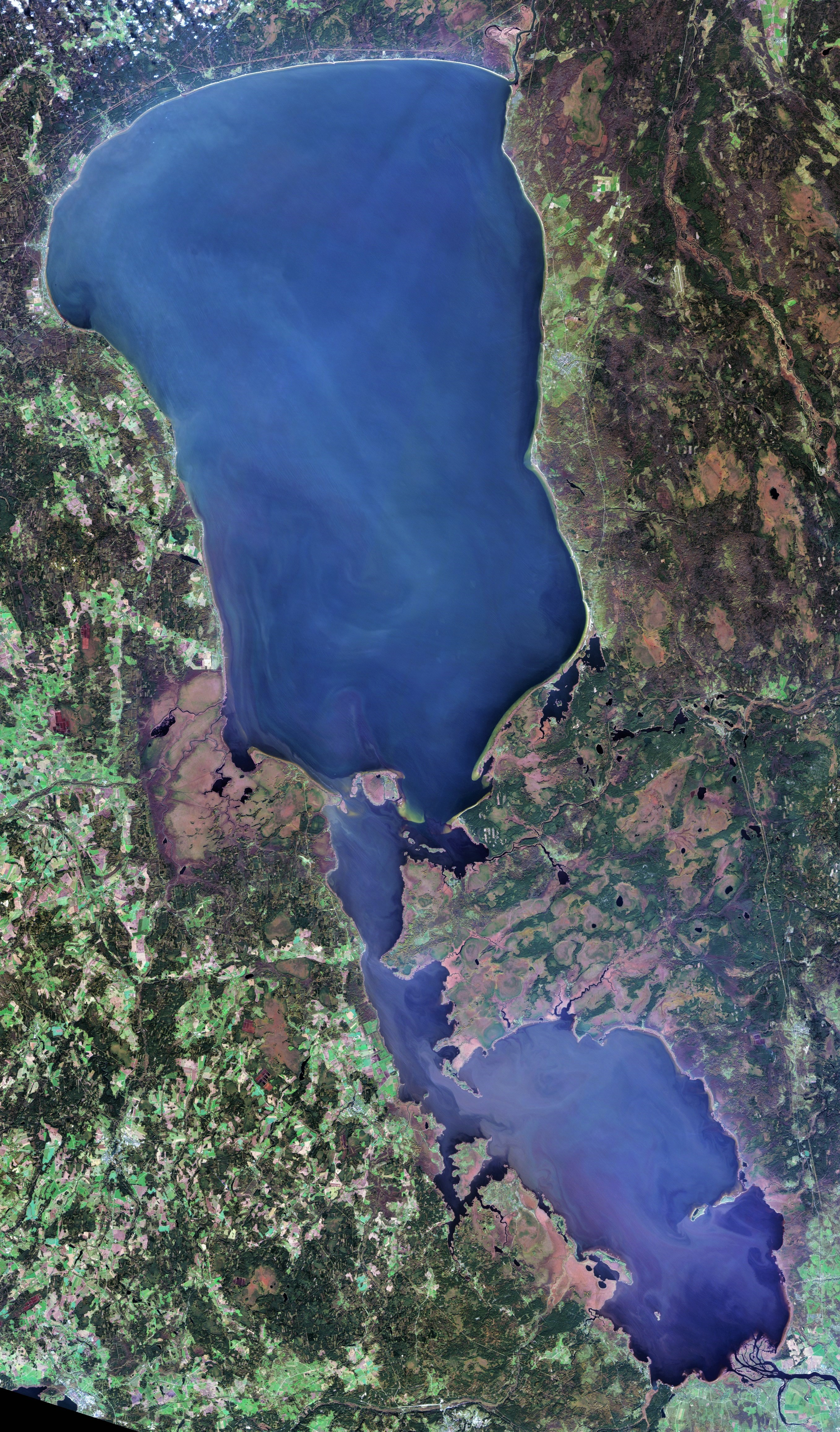
Lago Peipus. A la izquierda, Estonia; a la derecha, Rusia. Las tierras bajas de Pskov-Chudskaya se extienden al este del lago. La zona baja emergida más extensa, en esta depresión de origen glaciar, se halla en la zona donde se produce el estrechamiento entre Chudskaya, al norte, y Pskov, al sur.

Las tierras bajas de Pskov-Chudskaya se hallan en la orilla oriental del lago Peipus, en el área que separa las dos partes principales del lago, el lago Chudskaya (Peipsi o Peipus), en el norte, y el lago Pskovskoye o Pihkva, en el sur. En la zona se encuentran el zakaznik Remdovsky, de 649 km², el sitio Ramsar de las Tierras bajas de Pskovsko-Chudskaya, de 936 km² y el área de interés para las aves de BirdLife International, mucho más extensa en toda la parte oriental de las dos partes del lago Peipus, de 3715 km².

## Zakáznik de Remdovsky
El zakávnik de Remdovsky es un zakáznik federal en el noroeste de Rusia, en los distritos de Gdovsky (al norte) y Pskovsky (al sur), en el óblast de Pskov. Fue establecido en 1985 para proteger la flora y la fauna, en particular, las especies raras, en las tierras bajas adyacentes al lago Peipus. El nombre procede del río Remda, tributario por la izquierda del río Zhelcha, que fluye a través del zakáznik. El área, de 649 km², es llana y pantanosa y alberga una veintena de lagos. El 78 % del bosque es de pinos, el 2 % de abetos, y el 33 % restante son abedules, álamos y alisos. Los animales más grandes son el alce, el jabalí, el oso pardo, el zorro y el corzo.

## Sitio Ramsar de las tierras bajas de Pskovsko-Chudskaya
El sitio Ramsar número 669 se establece en 1994 para proteger una extensión de 936 km² en el óblast de Pskov, en las tierras bajas de Pskovsko-Chudskaya. La zona es una reserva ornitológica en un sistema de lagos interconectados en la frontera de Estonia (al otro lado del lago Peipus). Incluye varios tipos de pantanos, llanuras de inundación, ríos y arroyos, rodeados por bosques de coníferas y caducifolios, tierras agrícolas y asentamientos humanos en una amplia depresión glaciar. Se trata de una importante zona de migración entre el Báltico y el mar Blanco, enlazando las zonas de nidificación de la tundra y la taiga, además de poseer una gran riqueza en peces.

## Lago Chudsko-Pskovski y áreas adyacentes de BirdLife
BirdLife International señala un área mucho mayor, de 3715 km², en la frontera de Rusia con Estonia, como humedal de importancia internacional, con 200.000-300.000 ejemplares de aves acuáticas de paso durante la migración primaveral. Importante para especies como el ánade real, el porrón europeo, el porrón moñudo y el porrón osculado. El estrecho corredor que se forma entre las dos partes del lago Peipus y las tierras bajas adyacente favorece la migración de más de 4 millones de ejemplares, la mayoría Passeriformes y algunas rapaces, en los primeros días de septiembre, muchas veces en un solo día.